# Pour le meilleur et pour le rire (film, 1991)
 (décembre 2023).
Pour plus de détails, voir Fiche technique et Distribution.
Pour le meilleur et pour le rire (Married to It) est un film américain réalisé par Arthur Hiller, sorti en 1991.

## Synopsis
Trois couples dont l'existence est bouleversée par diverses histoires personnelles, entretiennent une forte amitié qui les aide à mieux affronter leur problèmes.

## Fiche technique
- Titre original : Married to It
- Titre français : Pour le meilleur et pour le rire
- Réalisation : Arthur Hiller
- Scénario : Janet Kovalcik
- Photographie : Victor J. Kemper
- Montage : Robert C. Jones
- Musique : Henry Mancini
- Production : Thomas Baer
- Pays d'origine : États-Unis
- Format : Couleurs - 1,85:1 - Mono
- Genre : Comédie dramatique
- Durée : 102 minutes
- Date de sortie : 1991

## Distribution
- Beau Bridges : John Morden
- Stockard Channing : Iris Morden
- Robert Sean Leonard : Chuck Bishop
- Mary Stuart Masterson : Nina Bishop
- Cybill Shepherd : Claire Laurent
- Ron Silver : Leo Rothenberg
- Don Francks : Sol Chamberlain
- Donna Vivino : Lucy Rothenberg
- Jimmy Shea : Marty Morden
- Nathaniel Moreau : Kenny Morden
- Diane D'Aquila : Madeleine Rothenberg
- Chris Wiggins : Dave
- Paul Gross : Jeremy Brimfield
- Gerry Bamman : Arthur Everson
- Djanet Sears : Mme Foster
- George Sperdakos : Murray
- Larry Reynolds : Mullaney
- Edward I. Koch : lui-même
- Louis Di Bianco : Romero
- George Guidall : l'avocat
- John Ottavino : l'avocat
- Jamie De Roy : le présentateur d'actualité
- Nancy Cser : la blonde au balai
- Chris Bickford : l'étudiant
- Jason Pechet : l'étudiant
- Charles Kerr : le banquier
- Susan Henley : le secrétaire
- Howard Jerome : Burly Mover
- Marilyn Boyle : la vieille femme
- Marc Gomes : Ross
- Philip Akin : le chauffeur de limousine
- Gregory Jbara : le serveur de café
- Michael A. Miranda : le serveur branché
- Aaron Ashmore : l'étudiant en concours
- Shawn Ashmore : l'étudiant en concours
- Heather Brown : l'étudiant en concours
- Kelly Campbell : l'étudiant en concours
- Hugh Eastwood : l'étudiant en concours
- Tara Charendoff : une étudiante